# Bagagedrager (Spinvis)
"Bagagedrager" is een nummer van de Nederlandse muzikant Spinvis. Het nummer verscheen op zijn debuutalbum Spinvis uit 2002. Dat jaar werd het nummer uitgebracht als de derde en laatste single van het album.

## Achtergrond
"Bagagedrager" is geschreven en geproduceerd door Spinvis onder zijn echte naam Erik de Jong. Hij raakte geïnspireerd voor het nummer na het horen van "Fly Like an Eagle" van de Steve Miller Band, volgens hem "zo'n lekker lang nummer met van die nauwelijks veranderende akkoordenschema's [...] en ik besloot ook zoiets te gaan maken." Hij begon in 1999 met het werk aan het nummer, wat volgens hem belangrijk was in het ontstaan van Spinvis: "Het was voor het eerst dat ik zo'n liedje maakte. Toen was Spinvis wel gevormd."
"Bagagedrager" werd een klein hitje in Nederland. De Top 40 werd niet gehaald, maar de single bleef steken op de twintigste plaats in de Tipparade. Daarnaast kwam het in de Mega Top 100 tot plaats 75. Het nummer is voor Spinvis een van zijn favoriete nummers om live te spelen. Hij vertelde hierover in een interview: ""Bagagedrager" heb ik al tienduizend keer gezongen, toch krijg ik er nooit genoeg van, want elke keer als we het anders arrangeren, dan wordt het een ander nummer. En het is ook een tekst waar ik nog steeds niets van begrijp. [...] Ik kan het op mijn tachtigste nog zingen en er weer iets nieuws in vinden." Zo speelde hij het nummer in een mash-up met "Twee meisjes" van Raymond van het Groenewoud in het Vlaamse praatprogramma De laatste show.

## Hitnoteringen

### Mega Top 100
| Hitnotering: 25-01-2003 t/m 08-02-2003 | Hitnotering: 25-01-2003 t/m 08-02-2003 | Hitnotering: 25-01-2003 t/m 08-02-2003 | Hitnotering: 25-01-2003 t/m 08-02-2003 | Hitnotering: 25-01-2003 t/m 08-02-2003 |
| Week                                   | 1                                      | 2                                      | 3                                      |                                        |
| -------------------------------------- | -------------------------------------- | -------------------------------------- | -------------------------------------- | -------------------------------------- |
| Positie                                | 85                                     | 75                                     | 86                                     | uit                                    |

### NPO Radio 2 Top 2000
| Nummer met noteringen in de NPO Radio 2 Top 2000 | '16  | '17  | '18  | '19  | '20  | '21  | '22  | '23  | '24  |
| ------------------------------------------------ | ---- | ---- | ---- | ---- | ---- | ---- | ---- | ---- | ---- |
| Bagagedrager                                     | 1619 | 1267 | 1809 | 1653 | 1629 | 1662 | 1811 | 1390 | 1462 |

1. ↑  Een vetgedrukt getal geeft de hoogste notering aan.
2. ↑  2016 was het eerste jaar met een notering voor dit nummer.